# Język gorap
Język gorap – bliżej niezbadany język używany w prowincji Moluki Północne w Indonezji, przez niewielką społeczność etniczną Gorap. Według danych szacunkowych z 1992 r. posługuje się nim 1000 osób.
Publikacja Peta Bahasa do terytorium tej społeczności językowej zalicza dwie wsie Bobaneigo (kecamatan Kao Teluk, kabupaten Halmahera Utara oraz kecamatan Jailolo Timur, kabupaten Halmahera Barat). W 2024 r. stwierdzono, że grupa etniczna Gorap zamieszkuje miejscowości: Bobaneigo, Sondo-Sondo, Nusa Ambu, Talaga Jaya, Nusa Jaya, Ekor i Saramaake (na Halmaherze, rejon zatoki Kao) oraz Pilowo, Galo-Galo, Waringin i Daruba (na Morotai), a także ośrodki miejskie prowincji (Ternate, Tidore Kepulauan).
Jego przynależność lingwistyczna pozostaje niejasna. Bywa uważany za dialekt języka malajskiego. Przez autorów bazy danych Glottolog (2.3) został zaliczony do języków malajskich w ramach rodziny austronezyjskiej. W publikacji Glottolog (4.6) został sklasyfikowany jako handlowa odmiana języka malajskiego (pośród Eastern Indonesia Trade Malay), blisko spokrewniona z malajskim miasta Manado i malajskim Moluków Północnych. Według jednej z propozycji (2007) jest to język kreolski o podłożu austronezyjskim, z mieszanym słownictwem.
Jego słownictwo wywodzi się z różnych języków, m.in. z malajskiego i ternate. Według miejscowej ludności powstał w wyniku wymieszania się lokalnego malajskiego z językiem przybyszów z południowo-wschodniego Sulawesi. Istotnie w 2022 r. stwierdzono obecność zapożyczeń z języków Sulawesi i okolic (do źródeł wpływów zaliczono języki: bugijski, cia-cia, wolio, tukang besi – pulo). F.S.A. de Clercq w swojej książce Bijdragen tot de kennis der residentie Ternate (1890) odnotował, że ludność Gorap wywodzi się z regionu Manggarai na Flores, a także wysp Selayar i wyspy Buton, u wybrzeży Sulawesi (mieli zostać porwani przez piratów z Halmahery).
Stanowi wyznacznik tożsamości grupy etnicznej Gorap. Przynajmniej we wsi Bobaneigo (kecamatan Kao Teluk) jest wykorzystywany również w komunikacji międzygrupowej (pozostali mieszkańcy miejscowości to m.in. ludność Sangir, Galela, Makian, Bugis, Ternate).
Jest zagrożony wymarciem. Znajduje się pod presją dominujących lokalnie języków, które użyczyły mu większość leksyki. Doniesienia z 2024 r. sugerują, że jest wypierany przez malajski Moluków Północnych i indonezyjski.
Istnieje ograniczona ilość materiałów nt. tego języka, dostępne dane pochodzą z XXI w. Koncepcję jego pochodzenia przedstawił G.A. Ibrahim w swojej książce Metamorfosa Sosial dan Kepunahan Bahasa (2009). Pod auspicjami Kantor Bahasa Provinsi Maluku Utara powstał krótki dwujęzyczny słownik (Kamus dwibahasa Indonesia-Gorap, 2014). W 2022 r. zainicjowano projekt mający na celu dokumentację języka gorap.